# Haulasi
Haulasi is een bestuurslaag in het regentschap Timor Tengah Utara van de provincie Oost-Nusa Tenggara, Indonesië. Haulasi telt 812 inwoners (volkstelling 2010).